# Zedern-Wacholder
Der Zedern-Wacholder (Juniperus cedrus) ist eine Pflanzenart in der Familie der Zypressengewächse (Cupressaceae). Er kommt auf den Kanarischen Inseln und auf Madeira vor.

## Beschreibung

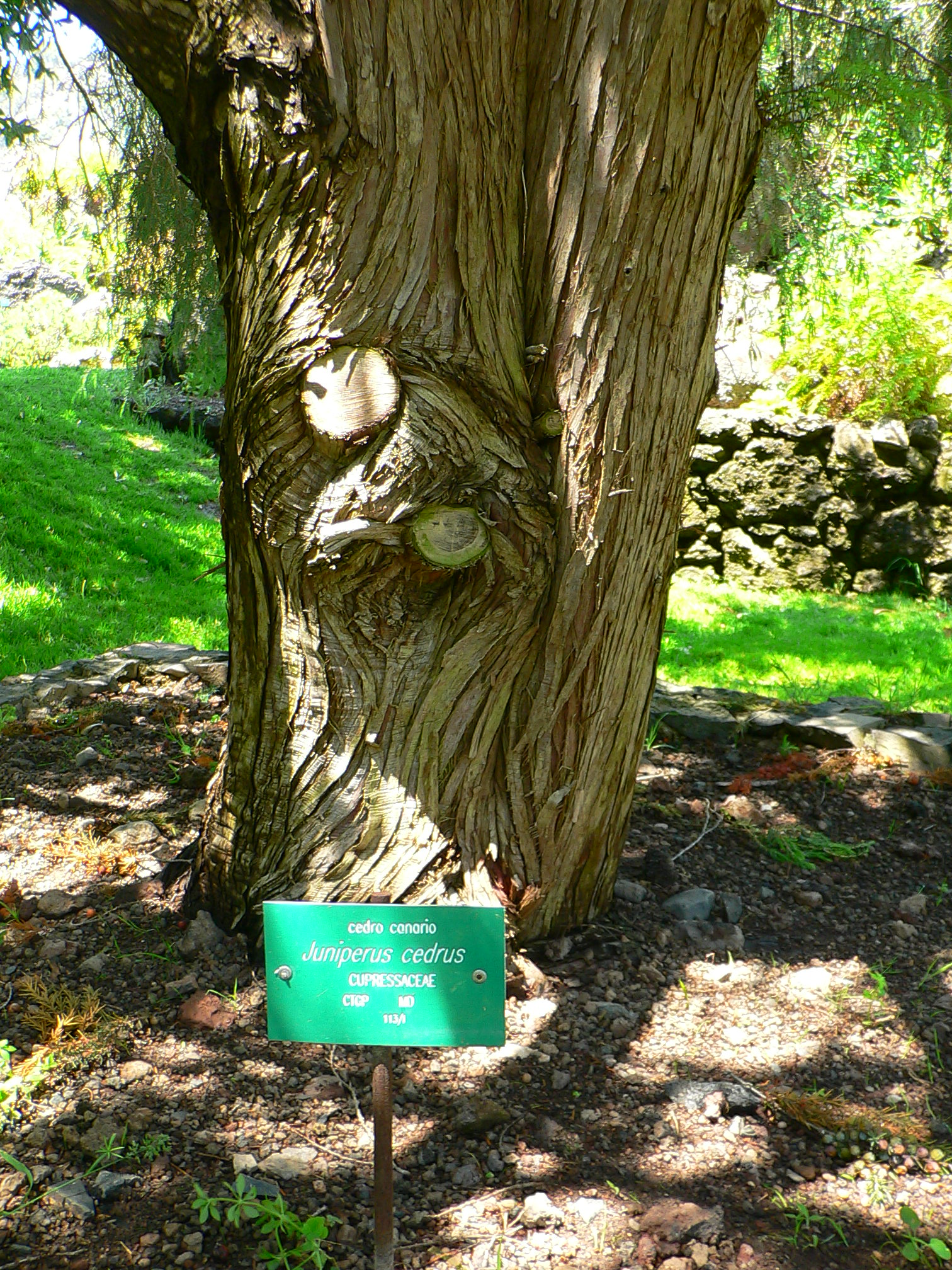
Stamm

### Erscheinungsbild und Blätter
Der Zedern-Wacholder wächst als immergrüner Baum mit Wuchshöhen bis zu 30 Meter oder in größeren Höhenlagen als Strauch. Der Stammdurchmesser erreicht bis 1,75 Meter. Die orange-braune Borke löst sich in groben, senkrechten Streifen ab. Die Äste stehen waagrecht ab, krümmen sich gegen die Astspitze hin nach oben und tragen hängende Zweige.
Die kreuzgegenständig in dreireihigen Wirteln am Zweig angeordneten nadelförmigen Blätter weisen eine Länge von 1 bis 2 Zentimeter auf, besitzen auf der adaxialen  Blattoberseite beiderseits der Mittelrippe ein schmales, weißes Spaltöffnungsband und sind auf der Blattunterseite grün bis blaugrün bereift.

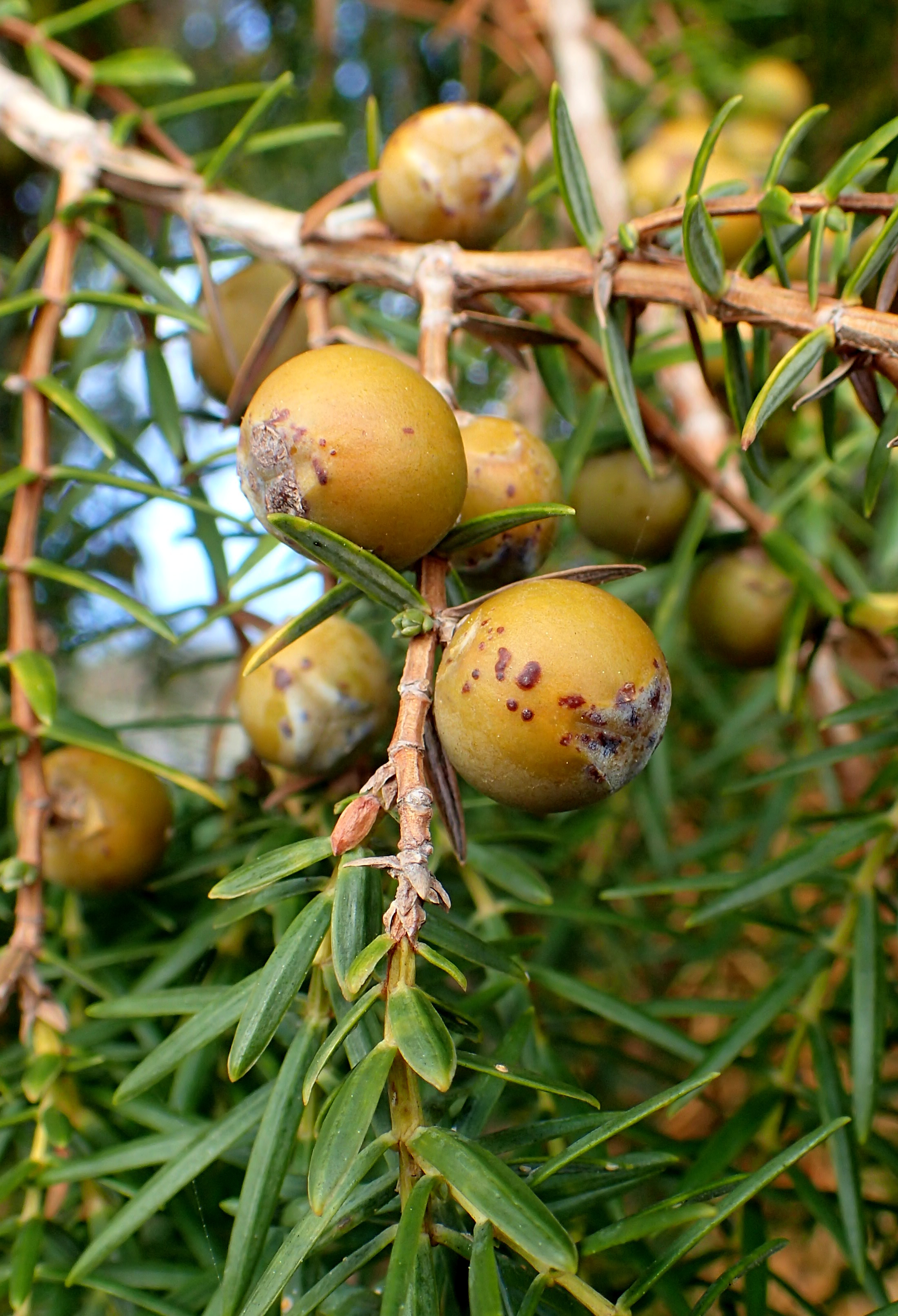
Zapfen des Zedern-Wacholders

### Geschlechtsverteilung, Zapfen und Samen
Der Zedern-Wacholder ist zweihäusig getrenntgeschlechtig (diözisch). Die männlichen Zapfen stehen einzeln und achselständig. Die nicht bereiften Samenzapfen sind bei einem Durchmesser von 8 bis 12 Millimeter kugelförmig. Die Zapfen sind im unreifen Zustand grün, reifen im zweiten Jahr, sind dann kupferrot und enthalten je drei Samen.

## Vorkommen
Der Zedern-Wacholder besitzt eine makaronesische Verbreitung; er ist sowohl auf den Kanarischen Inseln La Palma, La Gomera, Teneriffa und Gran Canaria sowie nur in größeren Höhenlagen auf Madeira heimisch. Im Nationalpark El Teide wurden die ältesten genau datierten Bäume der EU entdeckt. Der älteste Baum war 1484 ± 30 Jahre alt.
Der Zedern-Wacholder wächst auf Böden und Gesteinen vulkanischen Ursprungs.

## Systematik
Juniperus cedrus wurde 1847 von Philip Barker Webb und Sabin Berthelot in Histoire Naturelle des Iles Canaries, Band 3, Teil 2 (Phytographia Canariensis), Sektion iii, S. 277 erstbeschrieben. Synonyme für Juniperus cedrus Webb. & Berthel. sind Juniperus grandifolius Link, Juniperus webbii Carriere, Juniperus oxycedrus L. subsp. maderensis Menezes und Juniperus cedrus Webb & Berthel. subsp. maderensis (Menezes) Rivas Mart. et al.
Juniperus cedrus gehört zur Untergattung oder auch Sektion Juniperus in der Gattung Juniperus. Robert P. Adams stellt diese Wacholderart in eine Gruppe der „Wacholder Europas, der Kanarischen Inseln, der Azoren, von Kleinasien und Afrika“.

## Gefährdung und Schutzmaßnahmen
Die verbliebenen Bestände des Zedern-Wacholder sind in trockene Waldlandschaften in unzugänglichen felsigen Regionen zurückgedrängt. Eine Ausbreitung der isolierten Populationen dieser zweihäusigen Art findet offenbar auf Grund von zurückgehenden Beständen vieler samenverbreitender Vögel nicht statt. Dementsprechend führt ihn die Weltnaturschutzunion IUCN in der Roten Liste gefährdeter Arten als stark gefährdet (ENdangered).
Als Schutzmaßnahme wird der Zedern-Wacholder in nationalen Gesetzen aufgeführt; die Bestände in Nationalparks sind unter Schutz gestellt.
In der Bundesrepublik Deutschland wird der Zedern-Wacholder in der Bundesartenschutzverordnung (BArtSchV) durch Ausweisung als streng geschützte Art unter Schutz und somit der Handel unter Überwachung gestellt.
Auf europäischer Ebene wurden für den Zedern-Wacholder  mit der Richtlinie 92/43/EWG (Fauna-Flora-Habitat-Richtlinie) in der aktualisierten Fassung vom 1. Januar 2007 der Europäischen Union (FFH-RL) Anhang 1 Schutzgebietausweisungen für seinen Lebensraumtyp „Endemische Wälder mit Juniperus spp.“ in prioritär zu behandelnder Weise gefordert.